# Toon Studio
Toon Studio is een themagebied in het Franse attractiepark Walt Disney Studios Park.
Sinds 9 juni 2007 heet dit themagebied Toon Studio. Vanaf de opening in 2002 heette dit themagebied oorspronkelijk Animation Courtyard.
In het themagebied staat alles in het teken van de animatiefilms van Disney. De verschillende attracties in dit themagebied zijn hier ook op gebaseerd. 
Binnen dit themagebied zijn de volgende faciliteiten te vinden:
| Attracties    | Art of Disney Animation · Cars Quatre Roues Rallye · Crush's Coaster · Flying Carpets Over Agrabah · Ratatouille: L’Aventure Totalement Toquée de Rémy · RC Racer · Slinky Dog Zigzag Spin · Toy Soldiers Parachute Drop |
| Entertainment | Meet 'n' Greet with Buzz Lightyear or friends · Meet 'n' Greet with Mickey or Friends · Meet 'n' greet with Moana · Mickey and the Magician                                                                              |
| Restaurants   | Bistrot Chez Rémy |
| Winkels       | Chez Marianne (Souvenirs de Paris) · The Disney Animation Gallery · Toy Story Playland Boutique |

## Toy Story Playland
Binnen de Toon Studio bevindt zich nog een apart onderdeel, het Toy Story Playland. Dit onderdeel is gebaseerd op de Toy Story-films.
Disneyland Paris · Lijst van attracties in Walt Disney Studios Park · afbeeldingen